# Pečurka (Novi Sad)
Pečurka (doslova v češtině houba) je název pro bývalou benzinovou stanici, která se nacházela v hlavním městě autonomní oblasti Vojvodina Novém Sadu v Srbsku. Umístěna byla na třídě Maksima Gorkog, hned na proti obchodnímu/sportovnímu centru SPENS. Patřila dlouhou dobu k symbolům města.

## Další informace
Svůj název získala podle unikátního architektonického ztvárnění, kdy přístřešek nad jednotlivými stojany připomínal vzrostlou houbu. Střecha měla podobu velkého disku z armovaného betonu s průměrem 25 m, který byl umístěn na centrální pilíř. K ní existovala servisní budova, která byla kruhového půdorysu. Proto se také obě budovy označovaly jako Velká a malá (srbsky velika/mala pečurka).
Stanice byla postavena v roce 1976 pro potřeby tehdejšího národního distributora paliv, společnost Jugopetrol. Podílel se na ní architekt Mirko Stojnić a inženýr Milan Manojlović.
V roce 2014 bylo rozhodnuto o zbourání v lokalitě legendární benzinové pumpy. Objekt nahradila typizovaná benzinová stanice společnosti Gazprom.